# 大小黃天霸
《橫掃江南七霸天》，又名《大小黃天霸》，由七小福：洪金寶、成龍、元泰、元華、元庭、元甫、元文、在童年時期主演的1962年電影，成龍以藝名元樓演出、洪金寶以藝名元龍演出。

## 簡介
老英雄黃三泰宴請群雄，黑風寨寨主金清欲撮合女兒蓮花與太子天霸的婚事，霸砌詞推搪，席間卻與張桂蘭一見鍾情，二人成親。金家父女不甘受辱，盜取神力王的玉印，嫁禍於霸。王爺大怒，將泰扣押，命霸交回玉印。霸、蘭潛入黑風寨查探，蘭誤中機關被困，幸得弟弟七小霸相救，眾人齊往毒龍洞斬殺毒蟒取回玉印。惟霸因私縱金家父女，遭王爺拘禁，蘭與七小霸混入王府營救，且勸服金家父女前來自首，一場風波終告平息。

## 演員
| 演員          | 角色   |
| 羽佳          | 黃天霸 |
| 鄭碧影        | 張桂蘭 |
| 林艷          | 金菊花 |
| 劉克宣        | 金亮   |
| 梅欣          | 歐陽德 |
| 任大官        | 金清   |
| 張生          | 張七   |
| 元甫 (李菊華) | 張一霸 |
| 元龍 (洪金寶) | 張二霸 |
| 元庭 (吳明才) | 張三霸 |
| 元泰          | 張四霸 |
| 元華          | 張五霸 |
| 元樓 (成龍)   | 張六霸 |
| 元文 (孟元文) | 張七霸 |
| 白文彪        | 竇二墩 |
| 何少雄        | 黃三泰 |
| 華雲峰        | 神力王 |

## 幕後人員
- 製　　片：梁景憲
- 編　　劇：李願聞
- 攝　　影：梁　洪
- 佈　　景：陳景森
- 錄　　音：任伯芳
- 沖　　洗：星　圥
- 劇　　務：林醒凡
- 燈　　光：李　九
- 道　　具：林華三
- 服　　裝：黎　珠
- 塲　　務：黃德明
- 剪　　接：樊家根
- 場　　記：鄭偉光
- 化　　裝：葉一鳴
- 動作設計：于占元
- 副 導 演：馮　京
- 導　　演：龍　圖

## 外部連結
- 香港影庫上《橫掃江南七霸天》的資料（繁體中文）
- 时光网上《大小黃天霸》的資料（简体中文）
- 豆瓣电影上《大小黃天霸》的資料 （简体中文）
- 互联网电影数据库（IMDb）上《橫掃江南七霸天》的资料（英文）